# 阿爾卑斯山六大北壁
阿爾卑斯山六大北壁是指阿爾卑斯山六座山峰的北面山壁，因地形險峻陡峭皆以困難攀登聞名於世。

## 六座山峰
| 名稱       | 照片 | 高度      | 北壁首次登頂 |
| ---------- | ---- | --------- | ------------ |
| 艾格峰     |      | 3,967公尺 | 1938年7月    |
| 馬特洪峰   |      | 4,478公尺 | 1931年8月    |
| 三峰山     |      | 2,999公尺 | 1933年       |
| 德魯峰     |      | 3,754公尺 | 1935年       |
| 巴迪萊峰   |      | 3,308公尺 | 1937年7月    |
| 大喬拉斯峰 |      | 4,208公尺 | 1938年8月    |

## 攀登歷史
1930年代，歐洲最優秀的登山者都會關注這六座山峰。法國登山家兼登山嚮導加斯頓·雷布法特（Gaston Rébuffat）是歷史上第一個完成攀登六座山峰的人，他在1954年出版的作品《Etoiles et Tempêtes》記錄當時攀登情形。
這六座山峰其中三座—艾格峰、馬特洪峰和大喬拉斯峰—比其他北壁更難攀登，也因此被稱為“三部曲”。首位在一年內攀登這三座山峰北壁的登山家是奧地利雷奧·施樂默（Leo Schlömmer），他從1961年夏天到1962年夏天完成。伊萬·吉拉迪尼（Ivano Ghirardini）是首位在冬季獨自攀登這三座山峰北壁的登山家。凱瑟琳·德斯提維勒（Catherine Destivelle）是第一位攀登這三座山峰北壁的女性。克里斯托夫·普羅菲特（Christophe Profit）於1987年3月11日至12日，成功在24小時內完成連續攀登三座山峰北壁的壯舉。
1993年，艾莉森·哈格里夫斯在一個登山季中獨自成功攀登阿爾卑斯山六大北壁，是史上第一人完成此項壯舉。
2014年12月至2015年3月，湯姆·巴拉德（Tom Ballard）獨自攀登阿爾卑斯山六大北壁，成為首位在一個冬季獨攀阿爾卑斯山六大北壁壯舉的登山家。

## 相關作品
- Anker, Daniel (ed.) (2000) Eiger: The Vertical Arena. Seattle: The Mountaineers.
- Bonatti, Walter. . New York: Modern Library. 2001. ISBN 0-375-75640-X.
- Hargreaves, Alison (1995). A Hard Day's Summer: Six Classic North Faces Solo. London: Hodder & Stoughton. ISBN 0-340-60602-9
- Rébuffat, Gaston (1999). Starlight and Storm: The Conquest of the Great North Faces of the Alps. New York: Modern Library. ISBN 0-375-75506-3
- Destivelle, Catherine (2003). Ascensions, Arthaud (French) (ISBN 2-7003-9594-8)
- Destivelle, Catherine (2015). Rock Queen, Hayloft Publishing Ltd (ISBN 978-1910237076)